# Puchar Albanii w piłce nożnej kobiet
Puchar Albanii w piłce nożnej kobiet (alb. Kupa e futbollit e Shqipërisë për femra) – kobiece rozgrywki piłkarskie o charakterze pucharowym, organizowane co roku systemem jesień-wiosna przez Albański Związek Piłki Nożnej dla albańskich kobiecych drużyn klubowych. Pierwszy raz rozgrywki odbyły się w sezonie 2009/2010, a pierwszym zwycięzcą został zespół Tirana AS.

## Mecze finałowe
Lista meczów finałowych kobiecego Pucharu Albanii:
| Sezon   | Data             | Zwycięzca        | Wynik | Finalista         | Miejsce                                |
| ------- | ---------------- | ---------------- | ----- | ----------------- | -------------------------------------- |
| 2009/10 | 14 kwietnia 2010 | Tirana AS        | 6:0   | The Door Szkodra  | Stadiumi Selman Stërmasi, Tirana       |
| 2010/11 | 3 lipca 2011     | Ada Velipojë     | 2:0   | Juban Danja       | Stadiumi Loro-Boriçi, Szkodra          |
| 2011/12 | 12 lutego 2012   | Juban Danja      | 4:1   | Kinostudio Tirana | Kompleksi Sportiv "Loro Boriçi", Kamëz |
| 2012/13 | 9 lutego 2013    | Juban Danja      | 3:2   | Ada Velipojë      | Fusha sportive Reshit Rusi, Szkodra    |
| 2013/14 | 6 lutego 2014    | Vllaznia Szkodra | 7:1   | Juban Danja       | Stadiumi Loro-Boriçi, Szkodra          |
| 2014/15 | 31 stycznia 2015 | Vllaznia Szkodra | 4:0   | FK Kukësi         | Kompleksi Sportiv "Loro Boriçi", Kamëz |
| 2015/16 | 28 lutego 2016   | Vllaznia Szkodra | 6:0   | Kinostudio Tirana | Stadiumi Olimpiku, Yrshek              |
| 2016/17 | 22 lutego 2017   | Vllaznia Szkodra | 3:0   | Apolonia Fier     | Elbasan Arena, Elbasan                 |
| 2017/18 | 9 marca 2018     | Vllaznia Szkodra | 6:1   | Tirana AS         | Elbasan Arena, Elbasan                 |
| 2018/19 | 22 lutego 2019   | Vllaznia Szkodra | 3:0   | Apolonia Fier     | Elbasan Arena, Elbasan                 |
| 2019/20 | 30 lipca 2020    | Vllaznia Szkodra | 4:0   | Apolonia Fier     | Elbasan Arena, Elbasan                 |